# Edit

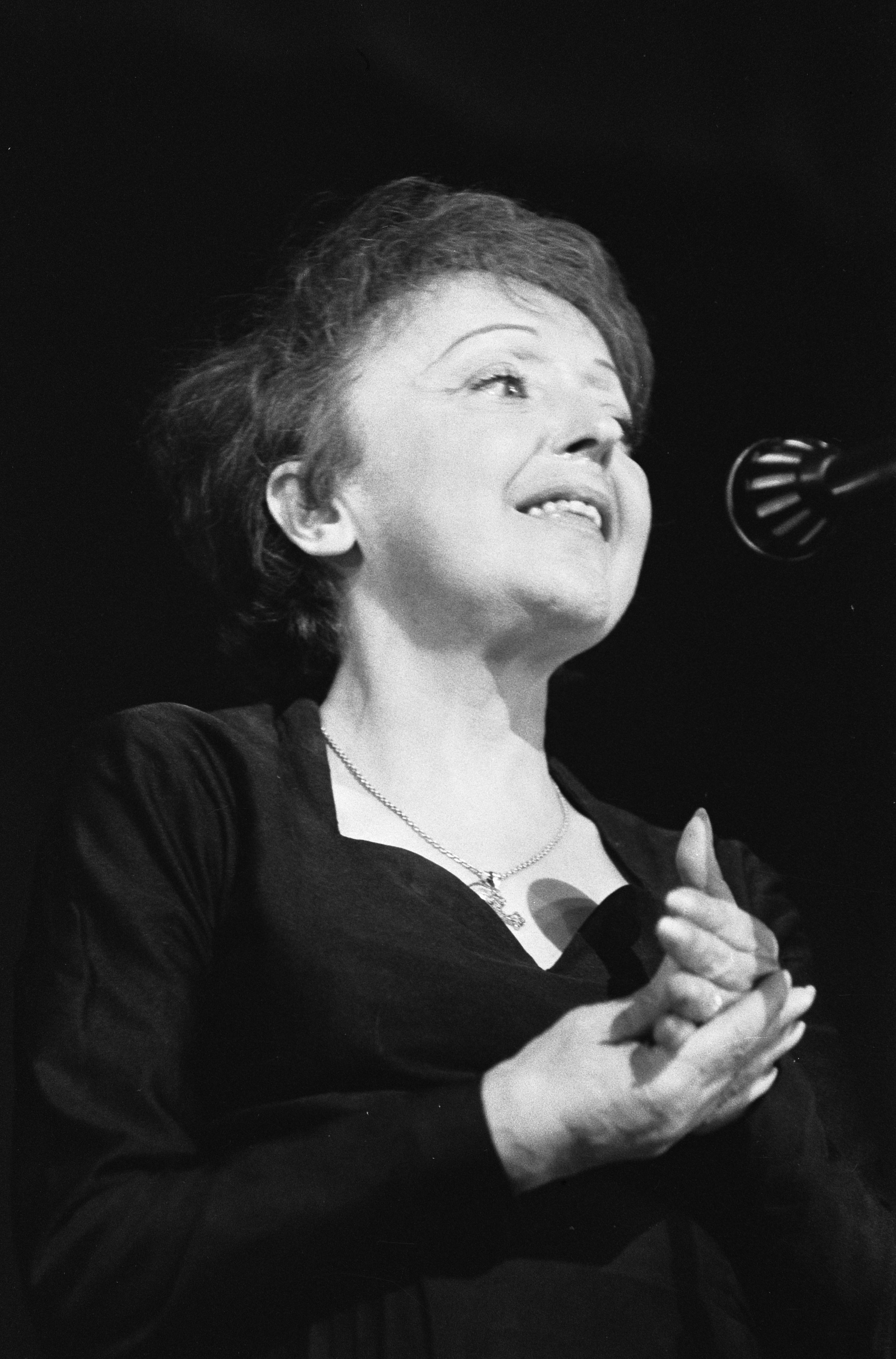
Édith Piaf

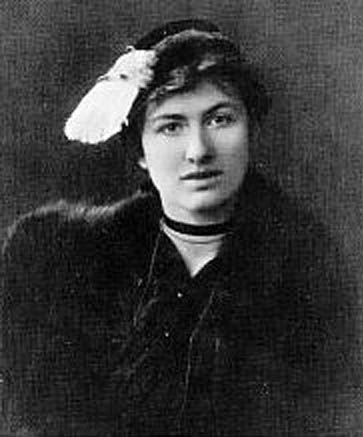
Edith Södergran

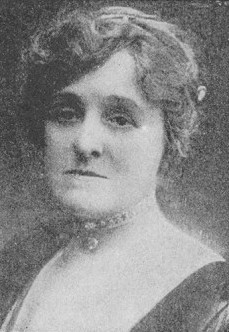
Edith Wharton

Kvinnonamnet Edit eller Edith är ett fornengelskt namn, ursprungligen Ædgyth, är ett ord som betyder rikedom och köp. Namnet har funnits i Sverige sedan 1700-talet.
Edit var ett relativt vanligt namn i början på 1800-talet, och namnet har även fått en ökad popularitet på 1900-talet då stavningen Edith blivit den vanligaste.[källa behövs]
Den 31 december 2014 fanns det totalt 12 500 kvinnor folkbokförda i Sverige med namnet Edit eller Edith, varav 5 344 bar det som tilltalsnamn.
Namnsdag: I Sverige 31 oktober. I den finlandssvenska namnsdagslängden har Edit namnsdag 14 maj sedan starten 1929, då en egen namnsdagskalender togs i bruk för finlandssvenskar.

## Personer med namnet Edit eller Edith
- Edith av Skottland, engelsk drottning
- Edith av Wessex, engelsk drottning
- Edith Abbott, amerikansk kvinnorättsaktivist
- Edith Backlund, svensk sångerska
- Edith Barrett, amerikansk skådespelerska
- Edith Cavell, brittisk sjuksköterska och hjältinna under första världskriget
- Edith Clever, tysk skådespelerska och regissör
- Edith Crepp, artistnamn för dragartisten Håkan Widerström Sleman
- Édith Cresson, fransk politiker, fd fransk premiärminister
- Edith Erastoff, finlandssvensk skådespelerska
- Edit Ernholm, svensk skådespelerska
- Edith Evans, brittisk skådespelerska
- Edith Frank, mor till Anne Frank
- Edith Grossman, amerikansk översättare
- Edith Head, amerikansk modeskapare
- Edith Masai, kenyansk friidrottare
- Edith Massey, amerikansk skådespelerska
- Edith McGuire, amerikansk friidrottare
- Edith Nesbit, brittisk författare
- Edith Nilsson, svensk skådespelerska
- Edith Øberg, norsk författare
- Edith Oldrup-Björling, dansk operasångerska
- Edith Ottosen, norsk skådespelerska
- Edith Pargeter, brittisk författare
- Édith Piaf, fransk sångerska
- Edith Rode, dansk författare
- Edit Rolf, svensk skådespelerska
- Edith Roosevelt, amerikansk presidentfru
- Edith Stein, tysk filosof och nunna
- Edith Södergran, finlandssvensk poet
- Edith Thallaug, norsk operasångerska och författare
- Edith Tolkien, fru till J.R.R. Tolkien
- Edith Unnerstad, finlandssvensk författare
- Edith Wallén, svensk skådespelare
- Edith Wharton, amerikansk författare
- Edith Wilson, amerikansk presidentfru